# レオン・エイムズ
レオン・エイムズ（Leon Ames、1902年1月20日 - 1993年10月12日）は、アメリカ合衆国の俳優。

## 出演作品
- ジェイク・スピード／熱砂の大冒険
- ペギー・スーの結婚
- キラー・グリズリー
- ロジャー・ムーア／シャーロック・ホームズ・イン・ニューヨーク
- フラバァ・デラックス
- 孤独な関係
- 青春物語
- 天使の顔
- 銀色の月明かりの下で
- ムーンライト・ベイ
- キャトル・ドライブ
- ビロードの手袋
- 影なき男の息子
- 郵便配達は二度ベルを鳴らす
- スケルトンの映画騒動
- 湖中の女
- 名犬ラッシー／ラッシーの息子
- 錨を上げて
- 東京上空三十秒
- 若草の頃
- 風車の秘密
- 栄光のタッチダウン／フランク・カヴァーノ物語
- 特ダネ監獄
- 挑戦
- スエズ
- モルグ街の殺人